# Фрідріх Август II (великий герцог Ольденбурзький)
Фрідріх Август II (нім. Friedrich August II., 16 листопада 1852 — 24 лютого 1931) — останній правлячий великий герцог Ольденбургу у 1901—1918 роках. Походив з династії Ольденбургів. Син попереднього великого герцога Ольденбургу Петера II та принцеси Саксен-Альтенбурзької Єлизавети. Генерал від кавалерії прусської армії (від 27 січня 1900), адмірал Кайзерліхмаріне. Винахідник.
Після відміни монархії оселився у палаці Растеде, де займався сільським господарством.

## Біографія
Фрідріх Август народився 16 листопада 1852 року в Ольденбурзі. Він став первістком в родині спадкоємного принца Ольденбургу Петера та його дружини Єлизавети Саксен-Альтенбурзької, з'явившись на світ за дев'ять місяців після їхнього весілля. За три місяці після його народження батько став великим герцогом Ольденбургу. За три роки в сім'ї з'явився молодший син Георг Людвіг. Резиденцією сімейства слугував Ольденбурзький замок. Літо проводили в палаці Растеде.
Вихователем принців був призначений Отто фон Парсефаль. Згодом Фрідріх Август навчався в університетах Бонна, Страсбурга та Лейпцигу. Завершив свою освіту семимісячною мандрівкою Малою Азією, Палестиною, Єгиптом та Італією.

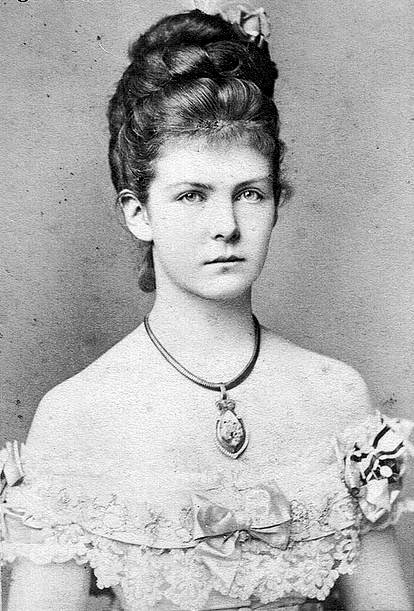
Єлизавета Анна

У 25 років одружився із 20-річною прусською принцесою Єлизаветою Анною. Весілля було подвійним: Шарлотта Прусська в той же час брала за чоловіка Бернхарда Саксен-Майнінгенського. Церемонія пройшла 18 лютого 1878 року у Берліні. Це була перша визначна подія з моменту створення Німецької імперії у 1870 році. На святкуванні були присутніми такі титуловані особи як король Бельгії Леопольд II із дружиною Марією Генрієттою Габсбург-Лотаринзькою та принц Уельський Альберт. У подружжя народилося двоє дітей.
У 1894 році Фрідріх Август заклав новий палац, який мав стати новою домівкою для його родини. Сума витрат була оцінена у 300 000 марок. До закінчення будівництва ще молодою померла його дружина. На її честь принц назвав палац її іменем.
Не маючи спадкоємця, а також втративши і матір у лютому 1896, 43-річний принц пошлюбився вдруге. Його обраницею стала 27-річна принцеса Мекленбург-Шверінська Єлизавета Александріна, єдинокровна сестра правлячого герцога Фрідріха Франца ІІІ. Весілля відбулося 24 жовтня 1896 року у Шверіні. Оселилися молодята у палаці Єлизавети Анни. Наступного року народився їхній первісток, а невдовзі з'явилися близнюки.

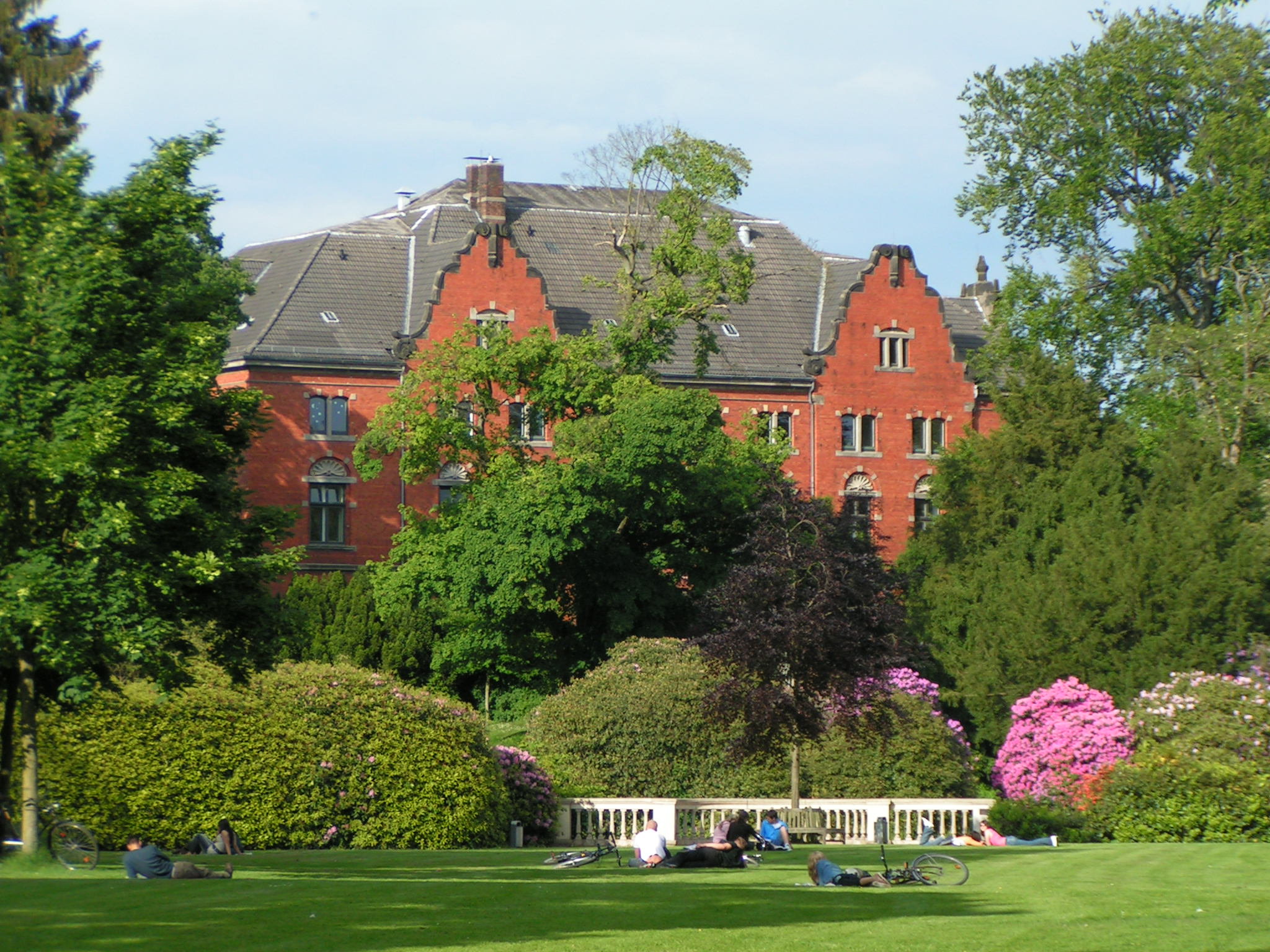
Палац Єлизавети Анни

У червні 1900 року Фрідріх Август став великим герцогом Ольденбургу. Правителем він вважався консервативним, типовим представником епохи Вільгельмінізму. Втім, вже у серпні 1900 року державний міністр Гюнтер Янсен був замінений більш прогресивним Вільгельмом Фрідріхом Вілліхом. Самі Гогенцоллерни теж не були популярними у великому герцогстві. Натомість, Фрідріх Август користувався повагою серед населення. 
Правитель цікавився технікою, виявив велику любов до мореплавства та флоту. Намагався розвивати водні шляхи, такі як Хунте-Емс-канал, збільшувати порти на Везері. Винайшов судовий лопатевий гвинт «Niki Propeller», який запатентував, а згодом отримав за нього нагороду від Технічного університету Ганновера. Особисто водив свою яхту «Lensahn», на якій часто мандрував із родиною Північним та Балтійським морями, а такожи здійснював численні закордонні поїздки, у тому числі до Марокко та Константинополю. Так, у 1902 році вони із дружиною, старшою донькою та сином вирушили до Османської імперії, прибувши до Константинополю на початку квітня. Були прийняті султаном Абдул-Гамідом II у палаці Їлдиз як державні гості. Згодом вирушили до Афін та повернулися на батьківщину. У березні 1904 року подорожував інкогніто Сполученими Штатами Америки.
У 1908 році державного міністра Вілліха змінив Фрідріх Рухстрат. Від 1910 року шкільна інспекція перестала бути прив'язаною до церкви. У 1914 році відбулися заходи, приурочені 100-річчю замкового саду Ольденбурга, на території саду проходила виставка, а члени великогерцогської родини висадила дуби з цієї нагоди. В період 1914—1917 років були зведені нові будівлі місцевого ландтагу та державного міністерства, замовлені Полу Бонатцу. У 1915 році був заснований Державний музей Ольденбургу.

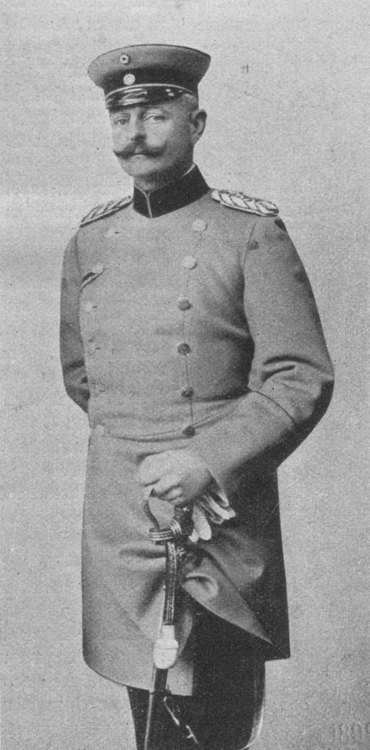
Світлина Фрідріха Августа

На початку правління у Фрідріха Августа та Єлизавети народилося ще дві доньки. Однак, Єлизавета не була задоволена сімейним життям і прагла розлучення. Через роман із інженером Йоганном Шютте у 1909 році, вона намагалася втекти з Ольденбургу, однак їй це не вдалося. Жінка була поміщена у клініку під Констанцом із діагнозом психічного розладу, а згодом переведена до Франкфуртської лікарні Hohe Mark. Від 1910 року вона жила з матір'ю в замку Рабен Штайнфельд. До 1914 року її контакти з дітьми були суворо обмежені. Жорстке поводження Фрідріха Августа із дружиною викликало політичну кризу: окрім напружених відносин із герцогством Мекленбург-Шверін, уряд був готовий розпуститися. Члени ландтагу вимагали більшої поблажливості для Єлизавети, про що повідомили герцога у січні 1914 року.
Після початку Першої світової війни великий герцог заснував державну нагороду для військослужбовців Військовий Хрест Фрідріха-Августа, який був аналогом прусського Залізного хреста. Під час війни належав до групи радикальних «аннексіоністов», які прагли закріпити німецьку владу шляхом територіальних надбань та повної трансформації європейської карти. На додаток до анексії Бельгії бажав зробити Францію німецькою васальною державою та поділити її на північну республіку та південне королівство Бурбон. Вимагав відставки слабкого, на його думку, канцлера Бетмана-Гольвега, який стояв на шляху «німецького світу». Рішуче відкинув рішення Рейхстагу про мир у 1917 році.
Після Листопадової революції та повалення монархії у 1918 році Ольденбурзький замок та палац Єлизавети Анни були націоналізовані. У 1919 році новий уряд розмістив у замку земельний музей. Фрідріх Август оселився у палаці Растеде, який залишився у його приватній власності, та почав займатися сільським господарством. Також продав частину своєї колекції предметів мистецтва в Нідерландах аби забезпечити своє матеріальне становище. Частину виручених грошей витратив на створення ковбасної фабрики. Втім, у 1927 році він зазнав великих збитків.
У ніч на 24 лютого 1931 року Фрідріх Август II, відчувши себе погано, викликав служителя замку Теодора Бінкена. Помер у нього на руках до прибуття доктора з Ольденбургу. Був похований у мавзолеї на цвинтарі Гертруди в Ольденбурзі.

## Родина
Дружина — Єлизавета Анна Прусська
Діти:
- Софія Шарлотта (1879—1964) — дружина пруського принца Ейтеля Фрідріха, сина імператора Вільгельма II, після розлучення — дружина колишнього поліціянта Гаральда фон Гедеманна, дітей не мала;
- Маргарита (1881—1882) прожила 4 місяці.

Дружина — Єлизавета Мекленбург-Шверінська
Діти:
- Миколай (1897–1970) — титулярний герцог Ольденбурзький у 1931–1970 роках, одружений з Оленою Вальдек-Пірмонтською, мав дев'ятеро дітей;
- Фрідріх Август (25—26 березня 1900) — близнюк Олександріни, помер після народження;[11]
- Александріна (25—26 березня 1900) — близнючка Фрідріха Августа, померла після народження;[11]

- Інгеборга Алікс (1901–1996) — дружина князя Шаумбург-Ліппського Стефана Олександра, мала сина та доньку;
- Альтбурга Марія (1903–2001) — дружина титулярного князя Вальдек-Пірмонтського Йозії, мала чотирьох доньок та сина.

## Нагороди
- Орден Заслуг герцога Петра-Фрідріха-Людвіга, великий хрест (Велике герцогство Ольденбурзьке; 16 листопада 1852)
  - з 1853 року — великий магістр ордену.
- Орден Генріха Лева, великий хрест (Брауншвейг-Люнебурзьке герцогство; 1871)
- Орден Вюртемберзької корони, великий хрест (Вюртемберзьке королівство; 1873)
- Орден дому Саксен-Ернестіне, великий хрест (1874)
- Орден Людвіга, великий хрест (Велике герцогство Гессенське; 18 лютого 1878)
- Орден Леопольда I, великий ланцюг (Бельгія; 25 лютого 1878)
- Орден Альберта Ведмедя, великий хрест (Ангальтське князівство; 1885)
- Орден Святого Губерта (Королівство Баварія; 1888)
- Орден Білого Сокола, великий хрест (Велике герцогство Саксен-Веймар-Айзенаське; 1890)
- Орден Андрія Первозванного (Російська імперія; 1896)
- Королівський Вікторіанський орден, почесний великий хрест (Британська імперія; 10 червня 1907)
- Королівський угорський орден Святого Стефана, великий хрест (Австро-Угорщина; 1908)
- Орден Слона (Данія; 28 квітня 1909)
- Орден Серафимів (Швеція; 12 липня 1912)
- Орден Рутової корони (Саксонське королівство)

### Велике герцогство Баденське
- Орден Вірності (Баден) (1900)
- Орден Бертольда I, великий хрест (1900)

### Прусське королівство
- Орден Чорного орла
- Орден Червоного орла, великий хрест

### Королівство Італія
- Вищий орден Святого Благовіщення (16 липня 1902)
- Орден Святих Маврикія та Лазаря, великий хрест (16 липня 1902)
- Орден Корони Італії, великий хрест (16 липня 1902)